# Programma Explorer

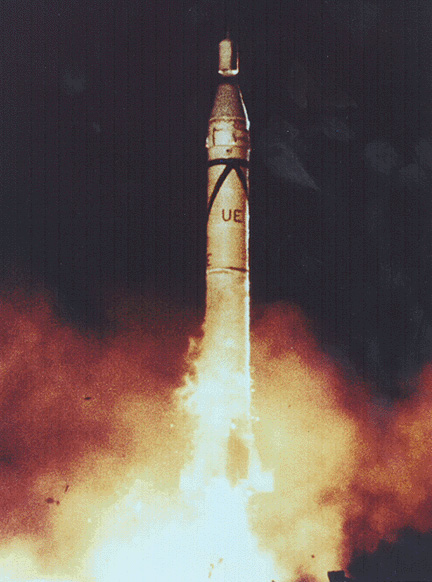
Lancio dell'Explorer 1

Il Programma Explorer fu il primo programma spaziale statunitense. Al Programma Explorer apparteneva il primo satellite artificiale degli Stati Uniti, l'Explorer 1. Inizialmente fu l'esercito a proporre la messa in orbita di un satellite in concomitanza con l'Anno Geofisico Internazionale. La proposta fu respinta a favore del Progetto Vanguard, affidato alla marina, la quale ebbe dei problemi con i suoi satelliti; in più il successo dello Sputnik 1 fece decidere le autorità a ripristinare il Programma Explorer. Il primo satellite della serie, l'Explorer 1 appunto, fu lanciato il 31 gennaio del 1958.

## La NASA
Il programma fu poi assegnato alla NASA, la quale continuò ad usare lo stesso nome per le successive missioni.
Il Programma Explorer non è solo il programma spaziale più lungo della storia, ma anche quello che ha prodotto le migliori sonde, le più durature. Su 81 sonde ben 5 hanno lavorato per più di 10 anni e una (IMP-J) per 36 anni e ancora invia dati sul vento solare. Durante gli anni, furono lanciate numerose missioni "Explorer" le quali trasportavano svariati apparati scientifici per diverse esplorazioni.
In seguito sono elencate le 96 missioni lanciate fino a ottobre 2018.

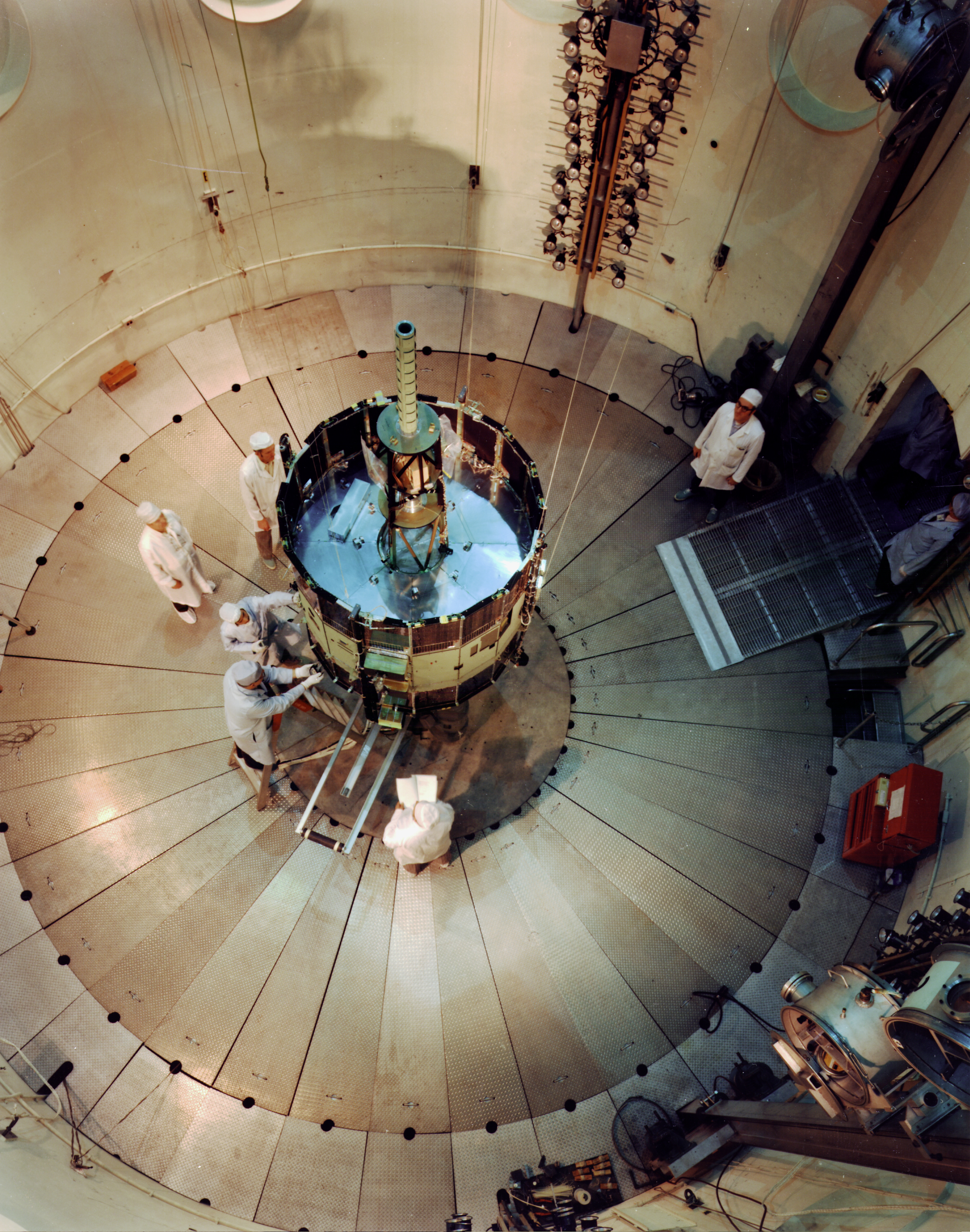
ISEE-C durante un test, 1978.

## Elenco missioni Explorer
| Explorer | Nome                      | Lancio            | Missione                                                                   |
| -------- | ------------------------- | ----------------- | -------------------------------------------------------------------------- |
| 1        | Explorer 1                | 31 gennaio 1958   | Studio sulle particelle energetiche, scoperta della Fasce di Van Allen.    |
| 2        | Explorer 2                | 5 marzo 1958      | Insuccesso, non raggiunse l'orbita.                                        |
| 3        | Explorer 3                | 26 marzo 1958     | Studio sulle particelle energetiche.                                       |
| 4        | Explorer 4                | 26 luglio 1958    | Studio sulle particelle energetiche.                                       |
| 5        | Explorer 5                | 24 agosto 1958    | Insuccesso, non raggiunse l'orbita.                                        |
| --       | S-1                       | 16 luglio 1959    | Insuccesso, non raggiunse l'orbita.                                        |
| 6        | S-2                       | 7 agosto 1959     | Studio della magnetosfera.                                                 |
| 7        | S-1a                      | 13 ottobre 1959   | Studio sulle particelle energetiche.                                       |
| --       | S-46                      | 23 marzo 1960     | Insuccesso, non raggiunse l'orbita.                                        |
| 8        | S-56                      | 3 novembre 1960   | Studio della composizione della ionosfera.                                 |
| --       | S-56                      | 4 dicembre 1960   | Insuccesso, non raggiunse l'orbita.                                        |
| 9        | S-56a                     | 16 febbraio 1961  | Misurazione della densità atmosferica.                                     |
| --       | S-45                      | 24 febbraio 1961  | Insuccesso, non raggiunse l'orbita.                                        |
| 10       | P-14                      | 25 marzo 1961     | Studio dei campi magnetici attorno alla Terra.                             |
| 11       | S-15                      | 27 aprile 1961    | Astronomia a raggi gamma.                                                  |
| --       | S-45a                     | 25 maggio 1961    | Insuccesso, non raggiunse l'orbita.                                        |
| --       | S-55                      | 30 giugno 1961    | Insuccesso, non raggiunse l'orbita.                                        |
| 12       | EPE A                     | 16 agosto 1961    | Studio sulle particelle energetiche.                                       |
| 13       | S-55a                     | 25 agosto 1961    | Studio dei micrometeoriti.                                                 |
| 14       | EPE B                     | 2 ottobre 1962    | Studio sulle particelle energetiche.                                       |
| 15       | EPE C                     | 27 ottobre 1962   | Studio sulle particelle energetiche.                                       |
| 16       | S-55b                     | 16 dicembre 1962  | Studio dei micrometeoriti.                                                 |
| 17       | AE A                      | 3 aprile 1963     | Ricerche Atmosferiche.                                                     |
| 18       | IMP A                     | 27 novembre 1963  | Studio della magnetosfera.                                                 |
| 19       | AD A                      | 19 dicembre 1963  | Misurazione della densità atmosferica.                                     |
| 20       | IE A                      | 25 agosto 1964    | Ricerche sulla ionosfera.                                                  |
| 21       | IMP B                     | 4 ottobre 1964    | Studio della magnetosfera.                                                 |
| 22       | BE B (S-66)               | 10 ottobre 1964   | Ricerche geodetiche e sulla ionosfera.                                     |
| 23       | S-55C                     | 6 novembre 1964   | Studio dei micrometeoriti.                                                 |
| 24       | AD-B                      | 21 novembre 1964  | Misurazione della densità atmosferica.                                     |
| 25       | Injun 4 (IE B)            | 21 novembre 1964  | Ricerche sulla ionosfera.                                                  |
| 26       | EPE D                     | 21 dicembre 1964  | Osservazione particelle ad alta energia.                                   |
| 27       | BE C                      | 29 aprile 1965    | Ricerche sulla magnetosfera.                                               |
| 28       | IMP C                     | 29 maggio 1965    | Ricerche sulla magnetosfera.                                               |
| 29       | GEOS A                    | 6 novembre 1965   | Monitoraggio geodetico terrestre.                                          |
| 30       | Solrad 8 (SE A)           | 19 novembre 1965  | Monitoraggio radiazione solare (Copertura per la missione ELINT).          |
| 31       | DME A                     | 29 novembre 1965  | Ricerche sulla ionosfera.                                                  |
| 32       | AE B                      | 25 maggio 1966    | Ricerche atmosferiche.                                                     |
| 33       | IMP D                     | 1º luglio 1966    | Ricerche sulla magnetosfera.                                               |
| 34       | IMP F                     | 24 maggio 1967    | Ricerche sulla magnetosfera.                                               |
| 35       | IMP E                     | 19 luglio 1967    | Ricerche sulla magnetosfera.                                               |
| 36       | GEOS B                    | 11 gennaio 1968   | Monitoraggio geodetico terrestre.                                          |
| 37       | Solrad 9 (SE B)           | 5 marzo 1968      | Monitoraggio radiazione solare (Copertura per la missione ELINT).          |
| 38       | RAE A                     | 4 luglio 1968     | Radio astronomia.                                                          |
| 39       | AD-C                      | 8 agosto 1968     | Misurazione della densità atmosferica.                                     |
| 40       | Injun 5 (IE C)            | 8 agosto 1968     | Ricerche sulla magnetosfera.                                               |
| 41       | IMP G                     | 21 giugno 1969    | Ricerche sulla magnetosfera.                                               |
| 42       | SAS A                     | 12 dicembre 1970  | Astronomia a raggi x.                                                      |
| 43       | IMP H                     | 13 marzo 1971     | Ricerche sulla magnetosfera.                                               |
| 44       | Solrad 10 (SE C)          | 8 luglio 1971     | Monitoraggio radiazione solare (Copertura per la missione ELINT).          |
| 45       | SSS A                     | 15 novembre 1971  | Ricerche sulla magnetosfera.                                               |
| 46       | MTS A                     | 13 agosto 1972    | Studio dei micrometeoriti.                                                 |
| 47       | IMP I                     | 23 settembre 1972 | Ricerche sulla magnetosfera.                                               |
| 48       | SAS B                     | 15 novembre 1972  | Astronomia a raggi x.                                                      |
| 49       | RAE B                     | 10 giugno 1973    | Radio astronomia.                                                          |
| 50       | IMP J                     | 26 ottobre 1973   | Ricerche sulla magnetosfera e le radiazioni solari.                        |
| 51       | AE C                      | 16 dicembre 1973  | Ricerche atmosferiche.                                                     |
| 52       | Hawkeye 1, Injun 6 (IE D) | 3 giugno 1974     | Ricerche sulla magnetosfera.                                               |
| 53       | SAS C                     | 7 maggio 1975     | Astronomia a raggi x.                                                      |
| 54       | AE D                      | 6 ottobre 1975    | Ricerche atmosferiche.                                                     |
| 55       | AE E                      | 20 novembre 1975  | Ricerche atmosferiche.                                                     |
| 56       | ISEE 1                    | 22 ottobre 1977   | Ricerche sulla magnetosfera.                                               |
| 57       | IUE                       | 26 gennaio 1978   | Astronomia nell'ultravioletto.                                             |
| 58       | HCMM                      | 26 aprile 1978    | Mappatura termica terrestre.                                               |
| 59       | ICE (ISEE 3)              | 12 agosto 1978    | Ricerche sulla magnetosfera.                                               |
| 60       | SAGE                      | 18 febbraio 1979  | Ricerca sull'Ozono e aerosol stratosferico.                                |
| 61       | MagSat                    | 30 ottobre 1979   | Mappatura dei campi magnetici superficiali terrestri.                      |
| 62       | DE 1                      | 3 agosto 1981     | Ricerche sulla magnetosfera.                                               |
| 63       | DE 2                      | 3 agosto 1981     | Ricerche sulla magnetosfera.                                               |
| 64       | SME                       | 6 ottobre 1981    | Ricerche atmosferiche.                                                     |
| 65       | CCE                       | 16 agosto 1984    | Ricerche sulla magnetosfera.                                               |
| 66       | COBE                      | 18 novembre 1989  | Astronomia a microonde.                                                    |
| 67       | EUVE                      | 7 giugno 1992     | Astronomia nell'ultravioletto.                                             |
| 68       | SAMPEX                    | 3 luglio 1992     | Ricerche sulla magnetosfera.                                               |
| 69       | RXTE                      | 30 dicembre 1995  | Astronomia a raggi x.                                                      |
| 70       | FAST                      | 21 agosto 1996    | Studio del fenomeno dell'Aurora.                                           |
| 71       | ACE                       | 25 agosto 1997    | Ricerca sulle particelle solari/interplanetarie/interstellari.             |
| 72       | SNOE                      | 26 febbraio 1998  | Ricerche atmosferiche.                                                     |
| 73       | TRACE                     | 2 aprile 1998     | Osservazione solare.                                                       |
| 74       | SWAS                      | 6 dicembre 1998   | Astronomia sub-millimetrica.                                               |
| 75       | WIRE                      | 5 marzo 1999      | Astronomia infrarossa. Missione fallita per la perdita di refrigerante.    |
| 76       | TERRIERS                  | 18 maggio 1999    | Ricerche atmosferiche, la sonda non funzionò dopo l'inserimento in orbita. |
| 77       | FUSE                      | 23 giugno 1999    | Astronomia nell'ultravioletto.                                             |
| 78       | IMAGE                     | 25 marzo 2000     | Ricerche sulla magnetosfera.                                               |
| 79       | HETE-2                    | 9 ottobre 2000    | Astronomia nell'ultravioletto.                                             |
| 80       | WMAP                      | 30 giugno 2001    | Astronomia a microonde.                                                    |
| 81       | RHESSI                    | 5 febbraio 2002   | Immagini dei flare solari in raggi x e raggi gamma.                        |
| 82       | CHIPS                     | 13 gennaio 2003   | Spettroscopia e astronomia nell'ultravioletto.                             |
| 83       | GALEX                     | 28 aprile 2003    | Astronomia nell'ultravioletto.                                             |
| 84       | SWIFT                     | 20 novembre 2004  | Astronomia nei raggi gamma.                                                |
| 85       | THEMIS                    | 17 febbraio 2007  | Ricerche sulla magnetosfera.                                               |
| 86       | THEMIS                    | 17 febbraio 2007  | Ricerche sulla magnetosfera.                                               |
| 87       | THEMIS                    | 17 febbraio 2007  | Ricerche sulla magnetosfera.                                               |
| 88       | THEMIS                    | 17 febbraio 2007  | Ricerche sulla magnetosfera.                                               |
| 89       | THEMIS                    | 17 febbraio 2007  | Ricerche sulla magnetosfera.                                               |
| 90       | AIM                       | 25 aprile 2007    | Studio delle nubi nottilucenti.                                            |
| 91       | IBEX                      | 19 ottobre 2008   | Studio del termination shock.                                              |
| 92       | WISE                      | 14 dicembre 2009  | Mappatura dell'universo nell'infrarosso.                                   |
| 93       | NuSTAR                    | 13 giugno 2012    | Astronomia raggi X ad alta energia                                         |
| 94       | IRIS                      | 27 giugno 2013    | Studio della cromosfera.                                                   |
| 95       | TESS                      | 18 aprile 2018    | Rilevamento esopianeti.                                                    |
| 96       | ICON                      | 11 ottobre 2019   | Studio della Ionosfera terrestre.                                          |
| 97       | IXPE                      | 9 dicembre 2021   | Astronomia a raggi X polarizzati.                                          |
| 99       | SPHEREx                   | 2023              | fotometria.                                                                |